# 11 Pułk Ułanów (powstanie listopadowe)
11 Pułk Ułanów – pułk jazdy polskiej okresu zaborów.
Sformowany w Puszczy Białowieskiej w dniach od 24 do 28 maja 1831.
Jego żołnierze walczyli pod Lidą (31 maja), Janowem (26 czerwca) i Powendeniami (10 lipca).
Dowódca: kpt. Józef Liber (1 lipca awansował do stopnia majora).